# Johao Montaño
Johao Montaño (n. Río Verde, Esmeraldas, Ecuador; 30 de noviembre de 1994) es un futbolista ecuatoriano que juega de defensa y su actual equipo es el Bonita Banana Sporting Club de la Serie B de Ecuador.

## Clubes
| Club               | País    | Año             |
| ------------------ | ------- | --------------- |
| Manta FC           | Ecuador | 2011            |
| Deportivo Quito    | Ecuador | 2012            |
| Liga de Quito      | Ecuador | 2013            |
| Macará (Cedido)    | Ecuador | 2013            |
| Liga de Quito      | Ecuador | 2014            |
| Águilas (Cedido)   | Ecuador | 2014            |
| El Nacional        | Ecuador | 2015            |
| Macará             | Ecuador | 2015            |
| Atlético Saquisilí | Ecuador | 2016            |
| Fuerza Amarilla    | Ecuador | 2017 - 2019     |
| Manta FC           | Ecuador | 2019 - 2020     |
| Atlético Saquisilí | Ecuador | 2020 - 2021     |
| Bonita Banana      | Ecuador | 2021 - Presente |

## Selección nacional
Montaño integró la selección de fútbol sub-17 de Ecuador que terminó tercera en el Campeonato Sudamericano de Fútbol Sub-17 de 2015 y clasificó a la Copa Mundial de la categoría. Sin embargo, a causa de ello, se supo luego que el jugador no tenía la edad que decía tener, sino que era cuatro años más grande, motivo por el cual fue sancionado por la Federación Ecuatoriana de Fútbol.

## Palmarés

### Campeonatos nacionales
| Título             | Club   | País    | Año  |
| ------------------ | ------ | ------- | ---- |
| Serie B de Ecuador | Macará | Ecuador | 2016 |